# تلمبة محمد شافي (صوغان)
تلمبة محمد شافي (بالإنجليزية: Tolombeh-ye Mohammad Shafi)‏ هي منطقة سكنية تقع في إيران في قسم صوغان الريفي. يقدر عدد سكانها بـ 141 نسمة .